# 上條宏之
上條 宏之（かみじょう ひろゆき、1936年1月17日 - 2023年2月7日）は、日本の歴史学者（郷土史家）・教育者。信州大学名誉教授。専攻は日本近代史。

## 略歴
長野県松本市出身。長野県松本深志高等学校を経て、1958年に東京教育大学文学部史学科を卒業。長野県内の公立高等学校教諭を経て、長野県県政史編纂室に勤務後、長野県短期大学助教授、信州大学教授を経て、長野県短期大学学長。
2018年春の叙勲で瑞宝中綬章を受章。

## 著書
- 『和田英著・富岡日記－富岡入場略記・六工社創立記』東京法令出版、1965年[3]
- 『定本・富岡日記』創樹社、1976年[3]
- 『地域民衆史ノート－信州の民権・普選運動』銀河書房、1977年[3]
- 『絹ひとすじの青春－『富岡日記』にみる日本の近代』日本放送出版協会、1978年